# Clinopodium frivaldszkyanum
Clinopodium frivaldszkyanum là một loài thực vật có hoa trong họ Hoa môi. Loài này được (Degen) Bräuchler & Heubl mô tả khoa học đầu tiên năm 2006.